# Pololcingo
Pololcingo es una de las 49 localidades del municipio de Huitzuco de los Figueroa en el estado de Guerrero, México. Se localiza al suroeste de Huitzuco, a cuatro km de la Carretera estatal 1 la cual comunica a Iguala con Copalillo.
Las principales actividades de esta localidad son las labores de campo y la ganadería. Sus coordenadas son 18°16′55″N 99°23′32″O / 18.28194, -99.39222 y tiene una altitud de 943 m s. n. m.

## Demografía

### Población
De acuerdo al II Conteo de Población y Vivienda de 2005 realizado por el Instituto Nacional de Estadística y Geografía (INEGI) en 2005, la población de Pololcingo tenía un total de 1.787 habitantes, de ellos, 796 eran hombres y 991 eran mujeres.

## Cultura

### Festejos y tradiciones
En dicha población se llevan a cabo festejos en honor a su santo patrono, San Francisco de Asís, comenzando la fiesta el día 3 de octubre con eventos religiosos por la noche, hay quema de castillo y toritos de juegos pirotécnicos, danzas, misas, llegan promesas de distintos lugares, bandas de música de viento, mariachis. Los festejos se prolongan hasta la madrugada del día siguiente (4 de octubre).
El día 4 continúan los festejos durante todo el día, de igual manera hay misas, danzas, música; por la noche un prosecion que recorre las principales calles del pueblo, castillos y toritos. El día 5 de octubre continuando con los festejos, de aquí en adelante se realizan jaripeos prolongándolos hasta los días 19, 20 o 21 de octubre. El día 5 llega una promesa del poblado de Xochimilco Guerrero, Pueblo vecino, que acostumbra año con año llegar a visitar a San Francisco de Asís este día.
Cabe mencionar que esta fiesta es nombrada la reina de todas las fiestas de la región norte del estado de Guerrero. Aquí se caracteriza por desde el día 3 hasta el último día de jaripeos, hay personas que hacen comida para las personas que gusten comer durante los festejos religiosos y para las personas que donan las corridas de toros. El último día de jaripeos (fiesta) se realiza una procesión que recorre las principales calles del poblado y una misa de acción de gracias por las fiesta llevadas a cabo.

El día de la Semana Santa se celebra con mucho respeto a Dios, esto se lleva a cabo el mes de abril. El pueblo participa en este festejo y apoyan a la iglesia con lo poco que tienen, después que se llega la noche todo el pueblo se va a la iglesia a misa que dura de 3 a 5 horas, después que se termina le misa se van a descansar para levantarse a las 7 de la mañana, se juntan en la iglesia y empieza su recorrido por todas las calles del pueblo. Cuando termina el recorrido llegan a la iglesia, las personas que no fueron al recorrido las esperan en la iglesia con agua de jamaica y comida, después empieza la quema de castillo y bombas de luces. Cuando empieza la fiesta tres días de jaripeo y dos días de baile y así termina la fiesta de Semana Santa.